# منظمة الكشافة البلغارية

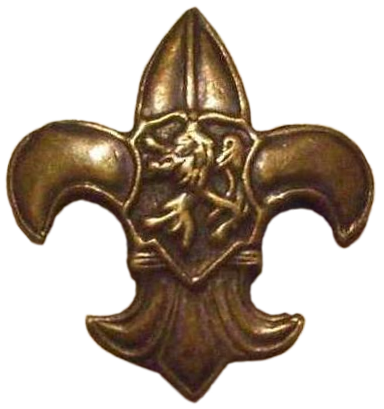
شارة منظمة الكشافة البلغارية.

منظمة الكشافة البلغارية هي المنظمة الكشفية الوطنية الابتدائية في بلغاريا، وأصبحت عضوا في المنظمة العالمية للحركة الكشفية في عام 1999؛ تعمل الجمعية من أجل الجمعية العالمية للمرشدات وفتيات الكشافة ويبقى الاعتراف بعضوية فتيات الكشافة واضح. ووتعتبر المنظمة مختلطة ولديها 2109 عضو اعتبارا من عام 2011.

## روابط خارجية
- الموقع الرسمي
- المنتدى الرسمي للكشافة البلغارية